# Nissan Otti
La Nissan Otti est une petite voiture diffusée par le constructeur japonais Nissan destinée au marché nippon.
Il s'agit d'une Mitsubishi eK rebadgée.

## Première génération (2005 - 2006)
La première Otti est lancée en juin 2005 au Japon.
Il s'agit alors de la deuxième expérience de Nissan dans la catégorie des keijidosha, spécialité japonaise. En 2001, Nissan avait posé un pied dans ce segment avec la Moco, qui était une Suzuki MR Wagon rebadgée. Pour la Otti, Nissan a choisi Mitsubishi comme second partenaire puisqu'il s'agit d'une eK. Mais celle-ci étant déjà sur le marché depuis 2001, la vie de la première génération de Otti sera de courte durée.

## Deuxième génération (depuis 2006)
Dès l'automne 2006 la petite Otti change de génération. Il s'agit à nouveau d'une Mitsubishi eK rebadgée. En fait, la base technique est inchangée et la carrosserie évolue peu d'une génération à l'autre. À ceci près qu'une version à porte latérale arrière gauche coulissante apparaît. Celle-ci est proposée dès 2006 chez Mitsubishi et un an plus tard sur la Nissan.
Autre évolution, le moteur de base 50 ch peut désormais aussi profiter des bienfaits de la boîte automatique à 4 vitesses.
| Comparaison des volumes de ventes au Japon des Mitsubishi eK et Nissan Otti |               |             |         |
| Année                                                                       | Mitsubishi eK | Nissan Otti | Total   |
| 2005                                                                        | 78 162        | 27 396      | 105 558 |
| 2006                                                                        | 68 602        | 41 576      | 110 178 |
| 2007                                                                        | 58 340        | 39 152      | 97 492  |
| 2008                                                                        | 48 794        | 29 376      | 78 170  |
| 2009                                                                        | 32 513        | 19 770      | 52 283  |
| 2010                                                                        | 35 506        | 12 961      | 48 467  |